# Litauen i olympiska vinterspelen 2006
Litauen deltog med sju deltagare vid de olympiska vinterspelen 2006 i Turin. Ingen av landets deltagare erövrade någon medalj.